# Wepwawet
Wepwawet (în Greacă Ophios), este Zeul Cimitirelor și al războiului din Lykopolis în a 13-a provincie a Egiptului De Sus. Numele său înseamnă "Deschizătorul de drumuri" (În Lumea De Apoi). Statuia lui a fost plasată pentru a privi mormintele, iar el deschide porțile către viața viitoare. Posibil, el seamană cu un vechi zeu numit Sed, dar tatăl sau este Anubis. El este singurul rege cunoscut cu numele de Wepwawemsaf.

## Reprezentare înhieroglife
| wp | N31 · t · Z2ss | E18 |

sau: 
| wp · N31 | N31 · N31 |

sau: 
| wp · N31 | E18 |